# Österreichische Musik- und Theaterzeitung
Die Österreichische Musik- und Theaterzeitung war eine österreichische Zeitung, die zweimal monatlich erschienen ist. Die Zeitung wurde von 1888 bis zum Jahr 1899 in Wien publiziert. Die Redaktion wurde von Leopold Müller und Gustav Kühle betreut. Verlegt wurde die Österreichische Musik- und Theaterzeitung vom Verlag Reisser & Werthner.
Ab dem Jahr 1899 erschien die Musik- und Theaterzeitung: Zeitschrift für Musik und Theater, welche als Nachfolger der Österreichische Musik- und Theaterzeitung gilt. Diese wurde im Jahr 1905 jedoch ebenfalls eingestellt.